# Haplosclerida
A Haplosclerida a szivacsok (Porifera) törzsébe sorolt kova–szaru szivacsok (Demospongiae) osztályában a Heteroscleromorpha alosztály egyik rendje.

## Megjelenésük, felépítésük
A 60–2000 μm hosszú megaszklerák tűalakúak (egytengelyű, úgynevezett monaxoniális tűk). Két végük egyforma (diaktiniális alakúak). A 10–60 μm hosszú mikroszklerák gyengén fejlettek vagy teljesen hiányoznak.

## Életmódjuk, élőhelyük
Legtöbbjük tengeri, de egyes rendszertanászok család rangban ide sorolják az édesvízi szivacsokat (Spongillida) is (a legtöbb rendszerben a Spongillida taxon a kova–szaru szivacsok (Demospongiae) osztályának a Haploscleridával egyenrangú rendje).

## Rendszertani felosztásuk
A 2020-as évek elején a rendet alrendek nélkül bontják 6 családra:
- Calcifibrospongiidae
- Callyspongiidae
- Chalinidae
- Niphatidae
- Petrosiidae
- Phloeodictyidae